# Kevin Benítez
Kevin Benítez León (Cali, Colombia; 30 de septiembre de 1994) es un futbolista colombiano. Juega de delantero y su último club fue la Asociación Deportiva Municipal San Ramón de la Segunda División de Costa Rica.

## Trayectoria
Se inició jugando profesionalmente para Deportes Quindio, donde debutó en la máxima categoría del Fútbol Profesional Colombiano en marzo de 2011 de la mano de Fernando Castro con tan solo 16 años de edad y consiguiendo marcar además su primer gol contra Boyacá Chicó en la 8.ª decha del Torneo Apertura, este año a pesar de su corta edad (17 años) logra anotar en 12 ocasiones (8 en Liga Postobon y 4 en Copa Postobón).

## Clubes
| Clubes                                   | País       | Año         |
| ---------------------------------------- | ---------- | ----------- |
| Deportes Quindío                         | Colombia   | 2011 - 2012 |
| Universitario de Popayán                 | Colombia   | 2012 - 2013 |
| Boyacá Chicó                             | Colombia   | 2014        |
| Petrolero de Yacuiba                     | Bolivia    | 2015        |
| Universitario de Sucre                   | Bolivia    | 2016 - 2017 |
| Independiente de Cauquenes               | Chile      | 2017 - 2018 |
| Asociación Deportiva Municipal San Ramón | Costa Rica | 2018 - 2020 |

## Estadísticas
| Club                              | Temporada | Partidos | Goles | Media goleadora |
| --------------------------------- | --------- | -------- | ----- | --------------- |
| Deportes Quindío Colombia         | 2011-2012 | 19       | 8     | 0,42            |
| Universitario de Popayán Colombia | 2012-2013 | 5        | 1     | 0,2             |
| Boyacá Chicó Colombia             | 2014      | 1        | 0     |                 |
| Petrolero de Yacuiba Bolivia      | 2015      | 8        | 3     | 0,37            |
| Universitario de Sucre Bolivia    | 2016 -    | 0        | 0     |                 |
| Total carrera                     |           | 33       | 12    | 0,36            |

## Selección nacional

### Categorías Menores
Con la Selección Colombia hizo parte del plantel que jugó el Campeonato Sudamericano Sub-15 de 2009 marcando 3 goles, con la selección Colombia Sub-17 logra 19 goles en el Torneo de las Américas, además de participar de microciclos con la selección Sub-20.

#### Participaciones
| Copa                 | Categoría | Sede     | PJ | Goles |
| -------------------- | --------- | -------- | -- | ----- |
| Sudamericano         | Sub-15    | Bolivia  | 4  | 3     |
| Copa de las Américas | Sub-17    | Colombia |    | 19    |
| Total Selección      |           |          |    | 22    |